# Clément Doucet
Léon Clément Doucet (Bruxelles, 9 aprile 1895 – Bruxelles, 15 ottobre 1950) è stato un pianista belga.

## Biografia
Doucet nacque e morì a Bruxelles, in Belgio. Studiò per un certo periodo presso il Conservatorio locale, dove il suo insegnante Arthur De Greef era stato allievo di Franz Liszt.
Sebbene la sua formazione ufficiale fosse classica, si recò negli Stati Uniti verso il 1920 ed al suo ritorno nel 1923 aveva sviluppato un considerevole talento come pianista jazz. La sua tecnica della mano sinistra, in particolare, fu influenzata dallo stile stride piano prevalente a New York nei primi anni 1920. Alcuni dei suoi arrangiamenti vengono  ancora oggi suonati, ad esempio "Chopinata", un tributo jazz a diverse opere di Frédéric Chopin.
Dopo essere tornato in Europa diventò il pianista di casa al cabaret parigino Le Boeuf sur le Toit, dove succedette a Jean Wiéner. Lui e Wiéner formarono un duetto di pianoforte che durò dal 1924 al 1939. Suonarono oltre 2000 concerti e realizzarono oltre 100 registrazioni di musica jazz, blues e classica, oltre a un piccolo numero di registrazioni in cui accompagnavano gli chansonnier francesi. Questi comprendono dieci lati del duetto con Maurice Chevalier e altri, come solista, con Édith Piaf e Yvonne George (Wiéner) e Jean Sablon e Germaine Sablon (Doucet).
Dopo la seconda guerra mondiale, Wiéner lavorò come emittente e compositore di musica da film. Doucet non entrò mai più in uno studio di registrazione e morì per alcolismo cronico nel 1950, secondo l'autobiografia di Wiéner.